# سونیک ۳دی بلست
سونیک ۳دی بلست (به انگلیسی: Sonic 3D Blast) که در مناطق پال تحت عنوان سونیک سه‌بعدی: جزیرهٔ فلیکی‌ها (به انگلیسی: Sonic 3D: Flickies' Island) شناخته شده‌است، یک بازی پرشی می‌باشد که در سال ۱۹۹۶ برای سگا جنسیس و سگا ساترن منتشر گردید.